# Acacia pennatula
Acacia pennatula är en ärtväxtart som först beskrevs av Diederich Franz Leonhard von Schlechtendal och Adelbert von Chamisso, och fick sitt nu gällande namn av George Bentham. Acacia pennatula ingår i släktet akacior, och familjen ärtväxter.

## Underarter
Arten delas in i följande underarter:
- A. p. parvicephala
- A. p. pennatula